# 江苏高校优势学科建设工程
江苏高校优势学科建设工程是中华人民共和国江苏省人民政府实施的一项高等教育提升计划。江苏高校优势学科建设工程于2010年提出，计划每年投入10亿元人民币在江苏省建设一批位居中国前列、在世界有影响力的优势学科。江苏省政府为第一期和第二期工程投入经费共计62.9亿元人民币。
2011年1月25日，江苏省人民政府发布《江苏省人民政府办公厅关于公布江苏高校优势学科建设工程一期项目立项学科的通知》，将92个学科列入建设工程一期。2011年10月8日，江苏省政府办公厅下发《省政府办公厅关于公布江苏高校优势学科建设工程一期项目增列立项学科的通知》，将30个学科补充列入一期工程。一期工程合计列入了122个学科。2014年5月6日，江苏省人民政府办公厅发出《江苏省政府办公厅关于公布江苏高校优势学科建设工程一期项目考核验收结果二期项目立项学科和省重点序列学科的通知》，将137个学科列入二期工程，将28个学科划为省重点序列学科。二者相加，二期工程共有165个学科。2018年11月5日，江苏省政府办公厅发布《省政府办公厅关于公布江苏高校优势学科建设工程三期项目立项学科名单的通知》，将178个学科列入第三期工程，建设期自2018年至2021年。已列入世界一流学科建设的43个学科没有列入三期工程名单。
江苏高校优势学科建设工程与江苏省随后推出的特聘教授计划、协同创新计划、品牌专业建设工程合称四大专项。